# Dammarie-sur-Loing
Dammarie-sur-Loing é uma comuna francesa na região administrativa do Centro, no departamento Loiret. Estende-se por uma área de 21,11 km². Em 2010 a comuna tinha 489 habitantes (densidade: 23,2 hab./km²).